# 富邦ガーディアンズ
富邦ガーディアンズ（フーバン・ガーディアンズ、ふほうガーディアンズ、繁体字: 富邦悍將、英語: Fubon Guardians）は、台湾の中華職業棒球大聯盟所属のプロ野球チームである。

## 概要
1993年から1995年までは俊国ベアーズ、1996年前半は興農ベアーズであり、1996年後半から興農ブルズと改称された。
2012年シーズン終了後、親会社（当時）の化学薬品会社「興農」が、経営悪化により球団を売却すると発表し、12月17日、義聯グループが買収しチーム名は「義大ライノズ（義大犀牛）」となった。
2013年前期シーズン、マニー・ラミレスの加入で、台湾プロ野球の観客動員数が大幅に増加し（前期シーズン終了前の6月後半にラミレスは退団）、優勝した。しかし2013年台湾シリーズでは後期シーズン優勝の統一セブンイレブン・ライオンズに4連敗で敗退、前期優勝ということで出場した台湾での2013年のアジアシリーズでも東北楽天ゴールデンイーグルス、キャンベラ・キャバルリーに連敗し予選リーグで敗退した。
義大として最後に出場した2016年の台湾シリーズで、前身の興農時代を含め11年ぶり3度目の優勝を果たした。同年11月に富邦グループに買収され、チーム名が現在の「富邦ガーディアンズ（富邦悍将）」となった。本拠地球場も澄清湖野球場から新荘体育場野球場へ移転した。

## 歴代監督
俊国時代
- 寺岡孝（1993年）
- 陳秀雄（1994年 - 同年途中）
- 寺岡孝（1994年途中 - 同年途中）
- 蔡栄宗（中国語: 蔡榮宗）（1994年途中 - 同年終了）
- 前田益穂（1995年 - 同年途中）
- 蔡栄宗（1995年途中 - 同年途中）※監督代行
- 呉祥木（中国語: 吳祥木）（1995年途中 - 同年終了）

興農時代
- 呉祥木（1996年 - 同年途中）
- 金容雲 (プロ野球選手)（朝鮮語: 김용운 (야구 선수)）（1996年途中 - 1997年途中）
- 王俊郎（中国語: 王俊郎）（1997年途中 - 2001年途中）
- 陳威成（中国語: 陳威成）（2001年途中 - 2004年途中）※2001年は監督代行
- 劉栄華（中国語: 劉榮華）（2004年途中 - 2006年）※2004年は監督代行
- 黄忠義（中国語: 黃忠義）（2007年 - 同年途中）
- 胡長豪（中国語: 胡長豪）（2007年途中 - 2008年途中）
- 劉栄華（2008年途中 - 同年途中）※監督代行
- 徐生明（中国語: 徐生明）（2008年途中 - 2010年）
- 劉栄華（2011年 - 2012年途中）
- 張文宗（中国語: 張文宗）（2012年途中 - 同年終了）※監督代行

義大時代
- 徐生明（2013年 - 同年途中）※8月24日に急死
- 黄煚隆（中国語: 黃煚隆）（2013年途中 - 同年途中）※監督代行
- 曽智偵（中国語: 曾智偵）（2013年途中 - 同年終了）
- ダラス・ウイリアムズ（大威） （2014年 - 同年途中）
- ボン・ジョシュア（英語: Von Joshua）（馮喬許） （2014年途中 - 2015年途中）
- ロベルト・エスピノーザ（羅博特） （2015年途中 - 同年途中）※監督代行
- 葉君璋 （2015年途中 - 2016年）

富邦時代
- 葉君璋 （2017年 - 2018年途中）
- 陳連宏 （2018年途中 - 2019年）
- 洪一中 （2020年 - 2021年）
- 丘昌栄（中国語: 丘昌榮） （2022年 ‐ 2023年）
- 陳金鋒 （2024年 - ）

## チーム成績・記録
興農時代
- リーグ優勝 6回

（1998年、2000年前期、2003年前期、2004年後期、2005年後期、2010年前期）
- 年間王者 2回

（2004年、2005年）
義大時代
- リーグ優勝 2回

（2013年前期　2016年後期）
- 年間王者 1回

（2016年）

## 永久欠番
- 39 マイク・ローリー（2022年9月5日 - ）

### 解消した永久欠番
- 17 黄忠義（2009年8月29日 - 2012年、球団売却により解消）
- 85 徐生明（2013年8月26日 - 2021年、味全ドラゴンズが制定したことにより解消）

## 在籍選手

### 首脳陣

#### 一軍
| 背番号 | 名前             | 役職                      |
| ------ | ---------------- | ------------------------- |
| 52     | 陳金鋒           | 監督                      |
| 70     | 陳連宏           | ヘッドコーチ              |
| 91     | 許銘傑           | 投手コーチ                |
| 36     | 蔡建偉           | 打撃コーチ                |
| 88     | チャールズ・ポー | 打撃コーチ 登録名「鮑伊」 |
| 45     | 葉竹軒           | 内野守備コーチ            |
| 68     | 施金典           | 内野守備コーチ            |
| 8      | 詹智堯           | 外野守備コーチ            |
| 20     | 林琨笙           | バッテリーコーチ          |
| 40     | 郭勇志           | ブルペンコーチ            |
| 53     | 杜正文           | トレーニングコーチ        |
| 92     | 陳柏穎           | トレーニングコーチ        |

#### 二軍
| 背番号 | 名前     | 役職                   |
| ------ | -------- | ---------------------- |
| 51     | 後藤光尊 | 監督兼守備総合コーチ   |
| 42     | 林正豊   | 投手コーチ             |
| 79     | 島崎毅   | 投手コーチ             |
| 28     | 高国輝   | 打撃コーチ             |
| 26     | 陳品捷   | 打撃兼走塁コーチ       |
| 93     | 徐育澄   | 外野守備コーチ         |
| 27     | 黄浩然   | バッテリーコーチ       |
| 90     | 廖剛池   | リハビリ投手コーチ     |
| 86     | 根本淳平 | トレーニング統括コーチ |
| 41     | 劉保賢   | トレーニングコーチ補佐 |

### 投手
| 背番号 | 選手名                 | 投 | 打 | 備考                              |
| ------ | ---------------------- | -- | -- | --------------------------------- |
| 00     | 陳品宏                 | 左 | 右 |                                   |
| 12     | 江國豪                 | 右 | 右 |                                   |
| 13     | 廖任磊                 | 右 | 右 | 味全から移籍                      |
| 15     | 范柏絜                 | 右 | 右 |                                   |
| 16     | 潘奕誠                 | 右 | 右 |                                   |
| 17     | 黄子宸                 | 右 | 左 |                                   |
| 18     | 黄保羅                 | 右 | 右 |                                   |
| 19     | 張奕                   | 右 | 右 |                                   |
| 21     | 藍愷青                 | 左 | 左 |                                   |
| 25     | 頼智垣                 | 右 | 右 |                                   |
| 30     | 陳韋霖                 | 左 | 右 |                                   |
| 32     | 頼鴻誠                 | 左 | 左 | 台鋼から移籍                      |
| 34     | 王尉永                 | 右 | 右 |                                   |
| 37     | 王偉軒                 | 右 | 右 | 2025年ドラフト5位                 |
| 38     | 李呉永勤               | 左 | 左 | 中信兄弟から移籍                  |
| 44     | ショーン・モリマンド   | 左 | 左 | 中信兄弟から移籍 登録名「魔力藍」 |
| 48     | 岳少華                 | 右 | 左 |                                   |
| 49     | 黄英奇                 | 右 | 右 | 013から背番号変更                 |
| 50     | 呉世豪                 | 右 | 右 |                                   |
| 54     | 李建勲                 | 右 | 右 |                                   |
| 55     | ロエニス・エリアス     | 左 | 左 | 新外国人 登録名「力亜士」         |
| 57     | 歐書誠                 | 右 | 右 |                                   |
| 58     | 陳聖文                 | 左 | 左 |                                   |
| 60     | 曾峻岳                 | 右 | 右 |                                   |
| 64     | デービッド・ブキャナン | 右 | 右 | 新外国人 登録名「布坎南」         |
| 66     | 李東洺                 | 右 | 右 |                                   |
| 69     | 鈴木駿輔               | 右 | 右 | CPBL復帰                          |
| 71     | 江少慶                 | 右 | 右 |                                   |
| 72     | 張瑞麟                 | 左 | 左 | 70から背番号変更                  |
| 73     | 林旺煕                 | 右 | 左 |                                   |
| 75     | 陳鐿中                 | 右 | 左 |                                   |
| 76     | 李祐賢                 | 右 | 右 |                                   |
| 80     | 游霆崴                 | 右 | 右 |                                   |
| 81     | 陳仕朋                 | 左 | 左 |                                   |
| 89     | 林育辰                 | 右 | 右 |                                   |
| 94     | 林栚呈                 | 右 | 右 |                                   |
| 96     | 郭泰呈                 | 右 | 左 |                                   |
| 016    | 李斯特                 | 右 | 右 | 新入団 自主培訓選手               |

### 捕手
| 背番号 | 選手名 | 投 | 打 | 備考                |
| ------ | ------ | -- | -- | ------------------- |
| 10     | 楊皓然 | 右 | 右 | 55から背番号変更    |
| 11     | 姚冠瑋 | 右 | 右 | 10から背番号変更    |
| 43     | 豊暐   | 右 | 右 |                     |
| 47     | 張進徳 | 右 | 左 | 69から背番号変更    |
| 59     | 魏全   | 右 | 右 | 味全から移籍        |
| 61     | 蕭憶銘 | 右 | 右 |                     |
| 83     | 盧柏華 | 右 | 右 | 015から背番号変更   |
| 95     | 戴培峰 | 右 | 左 |                     |
| 015    | 楊笑虎 | 右 | 右 | 新入団 自主培訓選手 |

### 内野手
| 背番号 | 選手名   | 投 | 打 | 備考                                |
| ------ | -------- | -- | -- | ----------------------------------- |
| 2      | 林澤彬   | 右 | 左 |                                     |
| 3      | 王勝偉   | 右 | 右 |                                     |
| 4      | 高捷     | 右 | 左 |                                     |
| 5      | 王念好   | 右 | 右 |                                     |
| 6      | 葉子霆   | 右 | 右 |                                     |
| 22     | 李宗賢   | 右 | 右 |                                     |
| 31     | 黄兆維   | 右 | 右 |                                     |
| 46     | 范國宸   | 右 | 右 |                                     |
| 56     | 陳愷佑   | 右 | 左 |                                     |
| 62     | 林岳谷   | 右 | 右 |                                     |
| 63     | 楊泯貽   | 右 | 右 | 24から背番号変更 「楊閔貽」から改名 |
| 67     | 辛元旭   | 右 | 右 |                                     |
| 78     | 董子恩   | 右 | 右 |                                     |
| 85     | 劉俊豪   | 右 | 左 |                                     |
| 97     | 池恩齊   | 右 | 左 |                                     |
| 98     | 高國麟   | 右 | 右 |                                     |
| 99     | 張育成   | 右 | 右 |                                     |
| 012    | 蔡袁華辰 | 右 | 右 | 新入団 自主培訓選手                 |

### 外野手
| 背番号 | 選手名 | 投 | 打 | 備考                |
| ------ | ------ | -- | -- | ------------------- |
| 0      | 潘瑋祥 | 右 | 左 |                     |
| 1      | 林哲瑄 | 右 | 右 |                     |
| 7      | 陳真   | 右 | 右 |                     |
| 9      | 林莛淯 | 右 | 左 |                     |
| 14     | 王苡丞 | 右 | 左 |                     |
| 29     | 申皓瑋 | 右 | 右 |                     |
| 33     | 張洺瑀 | 右 | 左 | 「張冠廷」から改名  |
| 35     | 王正棠 | 右 | 左 |                     |
| 65     | 蔡佳諺 | 右 | 右 |                     |
| 77     | 周佳樂 | 右 | 左 |                     |
| 82     | 孔念恩 | 右 | 左 |                     |
| 017    | 童堉誠 | 右 | 左 | 新入団 自主培訓選手 |

## 日本のプロ野球との関係
日本の球団に在籍したことのある主な選手・コーチ

### 俊国時代
コーチ
- 寺岡孝
- 中村光良
- 成田幸洋
- 前田益穂
- 中本茂樹

選手
- 野中徹博（野中尊制）
- 成田幸洋
- 立花義家
- 金子勝裕（NPB経験なし）
- ウィル・フリント（威爾）

### 興農時代
コーチ
- 呂明賜
- 余文彬
- 寺岡孝
- 武藤潤一郎
- 紀藤真琴

選手
- 余文彬
- 陳文賓
- 姜建銘
- 林英傑
- 林彦峰
- 前田勝宏（前田克拓）
- 小島圭市
- 竹清剛治
- 芝草宇宙
- 井場友和
- 栗田雄介
- 片山文男
- 正田樹
- 高津臣吾
- 鈴江彬（入団テスト受験）
- 細見和史（入団テスト受験）
- 川本大輔（入団に至らず）
- 小林亮寛（入団テスト受験）
- 山北茂利（入団オファーを辞退）
- 岡本直也（入団オファーを辞退）
- 川野昌彦（入団テスト受験、NPB経験なし）
- ヘクター・デラクルーズ（克魯茲）
- ラモン・モレル（世介勇）
- ブライアン・ウォーレン（勇豊年）
- ティム・ヤング（鐵木真）
- リンゼイ・グーリン（格林）
- エリック・ヤング（艾力克）
- ビクトル・ディアス（迪亜茲、入団に至らず）

### 義大時代
コーチ
- 余文彬
- 曹竣崵
- ダラス・ウイリアムズ（大威）
- フィル・クラーク（克拉克、臨時コーチ）

選手
- 林英傑
- 林彦峰
- 蔡森夫
- 蕭一傑
- 林羿豪
- フアン・モリーヨ（強克）
- エスメルリング・バスケス (偉克)
- ビクター・ガラテ（克拉帝）
- エバン・マクレーン（義凡）
- JDダービン（傑迪、入団テスト受験）

### 富邦時代
コーチ
- 余文彬
- 許銘傑
- 古久保健二
- 垣内哲也
- 酒井光次郎
- 稲田直人
- 島崎毅
- 後藤光尊
- 根本淳平
- 久慈照嘉（臨時コーチ）
- トミー・クルーズ (克魯茲)
- ロブ・デューシー（杜西）
- オーランド・ロマン（羅曼）
- フィル・クラーク（克拉克、臨時コーチ）

選手
- 蕭一傑
- 林羿豪
- 郭俊麟
- 陽耀勲
- 張奕
- 廖任磊
- 李杜軒 (自行培訓選手)
- 鈴木駿輔 (NPB経験なし)
- 根岸涼 (育成外国人選手、NPB経験なし)
- 二宮衣沙貴 (育成外国人選手、NPB経験なし)
- 福永春吾 (入団テスト受験)
- 妹尾克哉 (入団テスト受験、NPB経験なし)
- クリス・セドン (神盾)
- マニー・バニュエロス (邦威)
- タイラー・エップラー (艾普勒)
- デービッド・ブキャナン (布坎南)
- サビエル・バティスタ (霸帝士)
- ヤマイコ・ナバーロ (納飛猛、過去の違法行為により契約破棄)
- アレックス・ゲレーロ (葛雷諾、コロナ禍の影響により入団に至らず)

## その他在籍していた選手・コーチ

### 俊国時代
選手
- 甘秉勳

### 興農時代
選手
- 陽建福
- 沈鈺傑
- 張家浩
- 葉君璋
- 謝佳賢
- 張泰山
- 林益全
- 張建銘
- ジェイ・カークパトリック (怪力男)
- マーク・キーファー (楓康)
- メル・ロハス (新楓康)
- レン・ピコタ (戰玉飛)
- ホルヘ・コルテス (克提茲)
- ペドロ・リリアーノ (沃樂)
- センディ・レーアル (雷歐)
- マイケル・テヘラ (麥克)
- ピート・ラフォレスト (沃樂飛、入団テスト受験)
- ティム・ハリッカラ (哈利卡拉、一軍出場なし)

### 義大時代
監督・コーチ
- 葉君璋
- 張家浩
- 沈鈺傑
- アンドリュー・シスコ (希克)

選手
- 陽建福
- 羅嘉仁
- 倪福徳
- 沈鈺傑
- 林益全
- 林哲瑄
- 胡金龍
- 高国輝
- 張建銘
- 黄勝雄
- ジェシー・イングリッシュ (英克)
- ニック・グリーン (尼克)
- ルイス・ビスカイーノ (坎諾)
- フレディ・ガルシア (賈西亞)
- ライアン・ローランドスミス (史密斯)
- アンドリュー・シスコ (希克)
- マイク・ローリー (羅力)
- スコット・リッチモンド (力猛)
- マニー・ラミレス (曼尼)
- スコット・キャンベル (坎貝爾、入団テスト受験)
- ヘスス・コロメ (賀司、過去のドーピングにより契約破棄)

### 富邦時代
監督・コーチ
- 葉君璋
- 陳連宏
- 張家浩
- 王建民
- 洪一中
- 鍾承祐
- 詹智堯
- 陳金鋒
- 高国輝
- マイケル・テヘラ (麥克)
- ブルース・ビリングス (布魯斯)
- マイク・ローリー (羅力、臨時コーチ)

選手
- 増菘瑋
- 沈鈺傑
- 郭泓志
- 陳鴻文
- 倪福徳
- 羅嘉仁
- 林益全
- 蔣智賢
- 林哲瑄
- 胡金龍
- 高国輝
- 黄勝雄
- 張建銘
- 王勝偉
- 王躍霖
- 陳仕朋
- 張育成
- コリー・リオーダン (鋭爾登)
- スコット・リッチモンド (力猛)
- ブルース・ビリングス (布魯斯)
- テイラー・ジョーダン (喬登)
- ヘンリー・ソーサ (索沙)
- マイク・ローリー (羅力)
- トラビス・バンワート (班華徳)
- ライアン・ボリンジャー (包林傑)
- JC・ラミレス (傑斯)
- アダルベルト・メヒア (猛悍)
- ダイラン・アンスワース（迪倫）
- ホセ・バルデス（威迪茲）
- タナー・アンダーソン（安得勝）
- ブランドン・ブレナン（布藍登）
- キーバス・サンプソン（戈威士）
- ロエニス・エリアス（力亜士）
- ショーン・モリマンド（魔力藍）
- エドゥアルド・ヌニェス (紐那斯)
- ヘクター・ノエシ (納恩斯、1軍出場なし)
- ルイス・エスコバー（艾思凱、1軍出場なし）